# Тупадли (гміна Злотники-Куявські)
Тупадли (пол. Tupadły) — село в Польщі, у гміні Злотники-Куявські Іновроцлавського повіту Куявсько-Поморського воєводства.
Населення — 153 особи (2011).
У 1975-1998 роках село належало до Бидгощського воєводства.

## Демографія
Демографічна структура станом на 31 березня 2011 року:
|          | Загалом | Допрацездатний вік | Працездатний вік | Постпрацездатний вік |
| -------- | ------- | ------------------ | ---------------- | -------------------- |
| Чоловіки | 79      | 20                 | 48               | 11                   |
| Жінки    | 74      | 19                 | 45               | 10                   |
| Разом    | 153     | 39                 | 93               | 21                   |